# Robert Gendre
Robert Gendre (getauft als Jean-Melchior Gendre) SOCist (* 18. Oktober 1739 in Freiburg; † 19. März 1812 im Kloster Hauterive) war ein Schweizer römisch-katholischer Geistlicher und Abt.

## Leben
Robert Gendre war der Sohn von Claude Grende und dessen Ehefrau Maria Margarithe (geb. Welling).
Er trat 1758 in den Jesuitenorden in Nancy in der Provinz Champagne ein und studierte anschliessend Philosophie an der Jesuitenakademie in Pont-à-Mousson.
Aufgrund der drohenden Aufhebung des Jesuitenordens im französisch gewordenen Lothringen ging er in die oberdeutsche Provinz und immatrikulierte sich 1769 an der Universität Freiburg. 
1769 erfolgte im bayerischen Eichstätt seine Priesterweihe.
Von 1770 bis 1771 war er Professor für die französische Sprache am Theresianum in Wien und übernahm von 1771 bis 1772 in Solothurn die Grammatikklassen und war Musikpräfekt sowie von 1772 bis 1773 auch in Sitten; dort war er zusätzlich als französischer Prediger tätig.
Er war von 1773 bis 1778 als Professor der Rhetorik und Lehrer der Grammatikklassen im ehemaligen Jesuitenkollegium St. Michael in schweizerischen Freiburg und im dortigen Musikdirektorium tätig.
1778 trat er in das Zisterzienserkloster Hauterive ein und erhielt den Ordensnamen Robert. Bis 1795 war er Prokurator und Spiritual der Zisterzienserinnen in der Abtei Magerau.
1795 wurde er als Nachfolger von Bernhard Emanuel von Lenzburg, zum Abt des Klosters Hauterive gewählt und blieb in diesem Amt bis zu seinem Tod; in dieser Zeit war er seit 1810 auch Generalabt der Schweizer Zisterzienserkongregation. Der Papst Pius VI. hatte am 29. Januar 1796 die Wahl anerkannt.
Zu seinem Nachfolger als Abt wurde Jean-Joseph Girard gewählt. 